# تشارلز هو
تشارلز هو (بالصينية: 何柱國) هو شخصية أعمال صيني، ولد في 23 يونيو 1949 في هونغ كونغ في الصين.